# Lillo e Greg Comedy Show
Lillo e Greg Comedy Show è un programma televisivo italiano di genere varietà condotto da Lillo Petrolo e Claudio Gregori per la regia di Cristiano D'Alisera.

## Descrizione

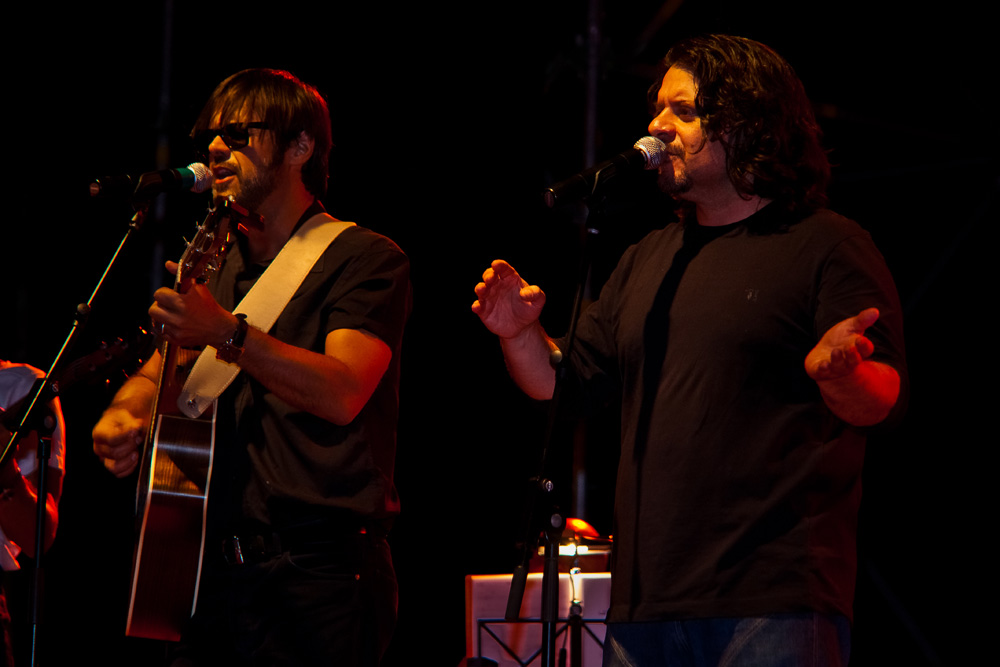
Lillo & Greg, i conduttori del programma

Tratto dallo spettacolo teatrale Gagman Upgrade, il varietà è un insieme di sketch sulla vita quotidiana e la società di oggi, dove Lillo Petrolo e Claudio Gregori sono accompagnati da Vania Della Bidia, Marco Fiorini, Attilio Di Giovanni e Lallo Circosta. Vengono riproposti, inoltre, cavalli di battaglia della famosa coppia comica, tratti dal loro repertorio teatrale ma anche da quello televisivo e radiofonico.

## Cast
- Regia: Cristiano D'Alisera
- Sceneggiatura: Greg e Lillo
- Conduttori: Lillo Petrolo e Claudio Gregori con la partecipazione di Vania Della Bidia, Lallo Circosta, Attilio Di Giovanni e Marco Fiorini
- Produttori: Mattia Guerra, Stefano Massenzi ed Andrea Occhipinti